# 王源昌
王源昌（？—？），字绍贻，湖广黄州府黄冈縣人。

## 生平
天啓四年（1624年）甲子科湖广乡试亚魁，天啓五年（1625年）联捷乙丑科進士，授礼部主事，晋郎中，出知恒阳府，时中使监军，威权日肆，源昌抗不为礼，以清直闻。崇祯七年任福建分巡漳南道佥事，改镇河南禹州，流冠陷洛阳，将窥禹，源昌饬练乡兵，防御周密，禹卒无患。崇祯十三年以参议兼佥事分巡大梁，时宗室怙宠骄恣，源昌涖任乃止。时八年不登，岁旱人相食，大盗蜂起，设法赈济防御，郡頼以全。升布政司参政兼按察司副使，去任时，士民遮道哭送者百余里。后起补江西按察司副使，值宗室骄恣，悉持法裁抑不少贷。未幾乞终养归，年九十卒。子王树仁，世其學行。
普安堂，下伍重乡山上，邑绅王源昌、朱霞远读书处，山左岩石壁立刻有“峰回路转”，字甚劲。

## 家族
祖父王陞。